# 坪香伸
坪香 伸（つぼか しん、1950年または1951年 - ）は、日本の国土交通・環境技官。東北地方整備局長、国土技術政策総合研究所長、日本建設情報総合センター理事を歴任。瑞宝中綬章受章。

## 経歴
1976年 (昭和51年) 3月 京都大学大学院工学研究科土木工学専攻修了。同年 建設省入省、1988年 奈良県河川課長、1991年 (平成3年) 4月 近畿地方建設局 (現・近畿地方整備局) 姫路 工事事務所長、19947月 同局企画部調査官、1995年 建設省河川局防災・河岸課海洋開発官、1997年 近畿地方建設局淀川工事事務所長、1999年 同河川部長、2004年1月 同職を宮本博司と交代し岡山和生の後任として河川局河川環境課長、2005年8月 環境省環境管理局水環境部長、大臣官房審議官、2006年7月 森永教夫の後任として国土交通省東北地方整備局長、2007年10月 同職を久保田勝と交代し望月常好の後任として国土技術政策総合研究所長。2008年7月 布村明彦を後任として退官。
退官後、一般財団法人日本建設情報総合センター理事。

## 栄典
- 2021年秋の叙勲で国土交通行政事務功労により瑞宝中綬章を受章[1]